# Jorge Campos Valadez
Jorge Alberto Campos Valadez (Torreón, Coahuila, México, 24 de abril de 1979) es un exfutbolista mexicano, jugaba de defensa y su último equipo fue el Mérida FC del Ascenso MX.

## Trayectoria
la mayor parte de su carrera la ha realizado en el equipo Santos Laguna de la Primera División, en donde se consolidó como uno de los defensores más seguros del balompié azteca.
Campeón de Liga Torneo Verano 2001 con Santos, jugó Copa Merconorte 2001 y Copa Libertadores 2004.
Con los Guerreros de La Comarca,  participó en 194 partidos, 173 de ellos como jugador titular.
Sumó tres goles anotados con la casaca verdiblanca de Torreón, pasó después a los Tiburones Rojos de Coatzacoalcos de la Primera División "A".
Se retiró el verano del 2013 y después de eso fue director técnico de la Ola Verde, equipo de la tercera división de México.

### Clubes
| Club           | País          | Año           | Partidos | Goles |
| -------------- | ------------- | ------------- | -------- | ----- |
| Santos Laguna  | México        | 1999 - 2007   | 204      | 5     |
| Coatzacoalcos  | México        | 2008          | 14       | 0     |
| C. Tijuana     | México        | 2009          | 13       | 1     |
| Veracruz       | México        | 2010          | 23       | 1     |
| Orizaba        | México        | 2010 - 2011   | 24       | 0     |
| C.F. La Piedad | México        | 2011 - 2012   | 31       | 1     |
| Mérida F.C.    | México        | 2012 - 2013   | 34       | 1     |
| Total carrera  | Total carrera | Total carrera | 343      | 9     |

#### Estadísticas
| C. Santos Laguna · México |               |               |     |   |    |   |   |     |     |   |
| 1ª | 1999          | 14            | 1   | - | -  | - | - | 14  | 1   |   |
| 1ª | 1999-00       | 25            | 0   | - | -  | - | - | 25  | 0   |   |
| 1ª | 2000-01       | 32            | 1   | - | -  | - | - | 32  | 1   |   |
| 1ª | 2001-02       | 7             | 0   | - | -  | 3 | 0 | 10  | 0   |   |
| 1ª | 2002-03       | 15            | 0   | - | -  | - | - | 15  | 0   |   |
| 1ª | 2003-04       | 26            | 0   | 3 | 0  | 1 | 0 | 30  | 0   |   |
| 1ª | 2004-05       | 29            | 1   | 3 | 2  | - | - | 32  | 3   |   |
| 1ª | 2005-06       | 31            | 0   | - | -  | - | - | 31  | 0   |   |
| 1ª | 2006-07       | 15            | 0   | - | -  | - | - | 15  | 0   |   |
| Total club | Total club    | 194           | 3   | 6 | 2  | 4 | 0 | 204 | 5   |   |
| Coatzacoalcos · México |               |               |     |   |    |   |   |     |     |   |
| 2ª | 2008          | 14            | 0   | - | -  | - | - | 14  | 0   |   |
| Total club | Total club    | 14            | 0   | - | -  | - | - | 14  | 0   |   |
| C. Tijuana · México |               |               |     |   |    |   |   |     |     |   |
| 2ª | 2009          | 13            | 1   | - | -  | - | - | 13  | 1   |   |
| Total club | Total club    | 13            | 1   | - | -  | - | - | 13  | 1   |   |
| Veracruz · México |               |               |     |   |    |   |   |     |     |   |
| 2ª | 2009-10       | 23            | 1   | - | -  | - | - | 23  | 1   |   |
| Total club | Total club    | 23            | 1   | - | -  | - | - | 23  | 1   |   |
| Orizaba · México |               |               |     |   |    |   |   |     |     |   |
| 2ª | 2010-11       | 24            | 0   | - | -  | - | - | 24  | 0   |   |
| Total club | Total club    | 24            | 0   | - | -  | - | - | 24  | 0   |   |
| C.F. La Piedad · México |               |               |     |   |    |   |   |     |     |   |
| 2ª | 2011-12       | 31            | 1   | - | -  | - | - | 31  | 1   |   |
| Total club | Total club    | 31            | 1   | - | -  | - | - | 31  | 1   |   |
| Mérida F.C. · México |               |               |     |   |    |   |   |     |     |   |
| 2ª | 2012-13       | 27            | 1   | 7 | 0  | - | - | 34  | 1   |   |
| Total club | Total club    | 27            | 1   | 7 | 0  | - | - | 34  | 1   |   |
| Total carrera | Total carrera | Total carrera | 326 | 7 | 13 | 2 | 4 | 0   | 343 | 9 |
| (1)Incluye datos de la InterLiga (2004 y 2005). (2)Incluye datos de la Copa Campeones CONCACAF (2002), Copa Merconorte (2001) y Copa Libertadores (2004). |               |               |     |   |    |   |   |     |     |   |

## Palmarés

### Campeonatos nacionales
| Título           | Club          | País           | Año  |
| ---------------- | ------------- | -------------- | ---- |
| Primera División | Santos Laguna | México         | 2001 |
| InterLiga        | Santos Laguna | Estados Unidos | 2004 |

Otros logros
- Subcampeón del Torneo Verano 2000 con el Santos Laguna.
- Subcampeón del Torneo Apertura 2011 Liga de Ascenso con la La Piedad.